# Théorie de la ligne d'ouest

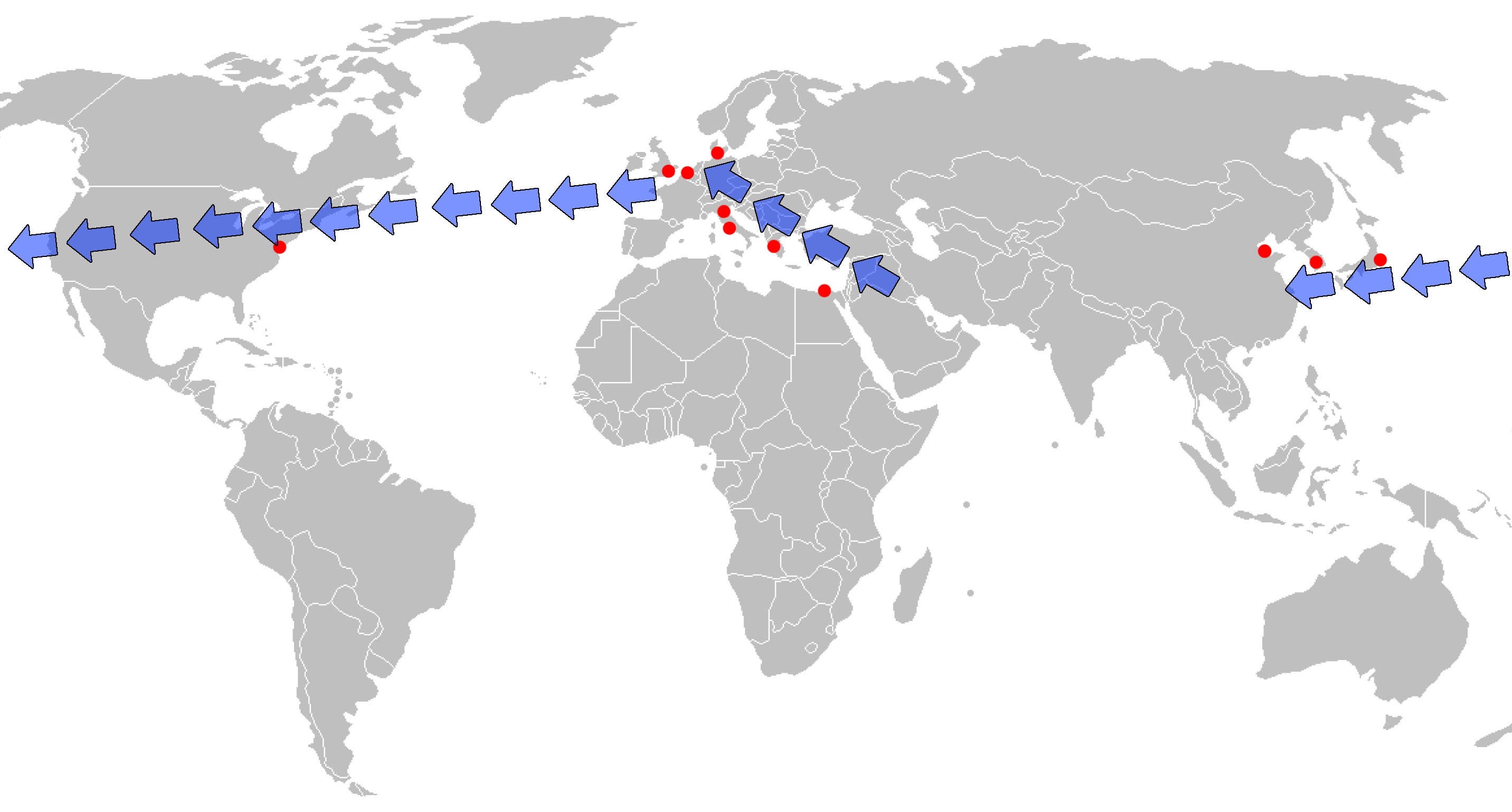
Déplacement du centre du commerce maritime mondial au cours des âges.

La théorie de la ligne d'ouest (ou westline en anglais) est une ligne fictive décrivant le mouvement du centre du commerce maritime au cours des 5 000 dernières années. Durant cette période, le centre du commerce maritime mondial s'est déplacé de plus en plus vers l'ouest.
Le terme est apparu pour la première fois sous la plume de [Qui ?] en [Quand ?].

## Histoire
Les premières traces de transport maritime ont été trouvées en Mésopotamie vers 3000 av.J.-C. De là, l'épicentre du commerce maritime s'est déplacé vers l'Ouest, de Tyr au Liban jusqu'à Rhodes en Grèce aux alentours de 300 av.J.C., puis à Rome, qui domina l'ouest de la Méditerranée vers 100 av.J.C.
Vers l'an mil, les républiques maritimes de Venise et Gênes devinrent les premiers centres du commerce maritime, principalement grâce à l'ouverture de nouvelles routes commerciales vers les villes du nord-ouest de l'Europe, Cologne, Bruges, Anvers et Amsterdam. Vers 1400, les villes de la Ligue Hanséatique rassemblaient les flux commerciaux en provenance des pays baltes et de la Russie. Les deux courants se rejoignirent au XVIIe siècle à Amsterdam, et environ un siècle plus tard à Londres.
L'apparition de la machine à vapeur et l'augmentation importante de sa puissance à partir de 1880 rendirent possible la traversée régulière de l'Atlantique et provoquèrent le transfert du centre du commerce maritime vers l'Amérique du Nord. À partir des années 1950, la puissance économique montante du Japon (1950-1970), puis de la Corée du Sud (1973-1985), de la Chine et de l'Inde ont conduit la ligne encore plus à l'ouest, dans le Pacifique.
Chaque étape de cette transition a été accompagnée par des luttes économiques entre les états déclinants et ceux qui les remplaçaient comme nouvelles puissances économiques.